# Rhipidocephala morio
Rhipidocephala morio là một loài ruồi trong họ Asilidae. Rhipidocephala morio được Hermann miêu tả năm 1926. Loài này phân bố ở vùng nhiệt đới châu Phi.